# Pilea torbeciana
Pilea torbeciana är en nässelväxtart som beskrevs av Ignatz Urban och Ekman. Pilea torbeciana ingår i släktet pileor, och familjen nässelväxter. Inga underarter finns listade i Catalogue of Life.